# Río Porcupine (Alaska)
El río Porcupine (en inglés: Porcupine River, lit. 'río Puercoespín'; en idioma gwichʼin, Ch’ôonjik, que también significa 'río Puercoespín') es un importante afluente del río Yukón de 916 km de longitud que discurre por el Territorio del Yukón y por Alaska. Nace en el Territorio del Yukón, en las montañas Ogilvie, al norte de Dawson City. En su inicio su curso toma dirección general norte a través de la comunidad de Old Crow, para girar luego hacia el suroeste hacia el estado estadounidense de Alaska y desembocar en el río Yukón en Fort Yukón.
El río fue descubierto por John Bell en 1845, un comerciante de pieles y explorador al servicio de la  Hudson's Bay Company. Fue estudiado por primera vez por William Ogilvie en la década de 1880.
La manada de 125 000 caribúes Porcupine (Rangifer tarandus granti), cuyo área de distribución incluye el Refugio Nacional de Vida Silvestre del Ártico (Arctic National Wildlife Refuge, ANWR) en Alaska, recibe su nombre de las zonas de parto alrededor del río Porcupine. Esta es una de las manadas de caribúes más grandes del mundo. Su migración es entre el Yukón y Alaska y se firmó un acuerdo entre Estados Unidos y Canadá para limitar su caza.
La evidencia más antigua de presencia humana en América del Norte (controvertida) se encontró en una cueva próxima a uno de sus afluentes, el río Bluefish. Una gran cantidad de huesos de animales, con señales de haber sido manipulados por seres humanos, se descubrieron en las cuevas Bluefish. La datación por radiocarbono ha estimado que tienen entre 25.000 y 40.000 años de antigüedad, varios miles de años antes de la fecha generalmente aceptada para la ocupación humana de América del Norte.

## Afluentes
- río Grass – 63 km
  - río Little Blackk – 132 km
- Río Black – 257 km
  - río Salmon Fork Black – 145 km
  - río Grayling Fork – 129 km
- río Sheenjek – 322 km
  - río Koness – 116 km
- río Coleen
- río Old Crow – 282 km

## Navegación
El río Porcupine ofrece la posibilidad de «un excelente viaje fluvial para principiantes para aquellos experimentados en viajes remotos por la naturaleza», según la autora Karen Jettmar. Los navegantes pueden viajar en canoa, kayak o balsa, aunque los navegantes pueden tener dificultades con los vientos río arriba. Un viaje en balsa de 800 km que comienza en el lago Summit en el territorio de Yukon, desciende por el río Bell hasta su confluencia con el Porcupine y continúa hasta Fort Yukon está clasificado como Clase I (fácil) en la escala internacional de dificultad fluvial. Sin embargo, en aguas altas la dificultad puede aumentar a Clase II en los cañones Upper y Lower Rampart, aguas abajo de la frontera internacional, donde la corriente es rápida.